# مرداب‌های بین‌النهرین
مرداب‌های بین‌النهرین یا تالاب‌های میان‌رودان (به انگلیسی: Mesopotamian Marshes)، مجموعه تالابهایی واقع در جنوب عراق و جنوب باختری ایران هستند. این مانداب‌ها، از باتلاق مرکزی، هورالدورق و باتلاق حمار تشکیل می‌شود و بزرگ‌ترین تالاب اکوسیستم غربی اوراسیا است. در این اکوسیستم مناطق محافظت شدهٔ جنگلی همچون پارک ملی کرخه وجود دارد.
این چشم‌انداز آبی نادر در بیابان، ارائه‌دهندهٔ زیستگاه برای عرب‌های هور و جمعیت مهم حیات وحش است.
تخلیه بخش‌هایی از باتلاق در ۱۹۵۰ میلادی آغاز شد و تا ۱۹۷۰، برای گرفتن زمین برای کشاورزی و اکتشاف نفت ادامه داشت. با این حال، در اواخر ۱۹۸۰ و ۱۹۹۰ میلادی و در دوران ریاست جمهوری صدام حسین، این کار گسترش یافت و به اخراج شیعیان از باتلاق انجامید. تا پیش از سال ۲۰۰۳، باتلاق تا ۱۰٪ از اندازه اصلی خود خشک شده بود.
پس از سقوط رژیم صدام حسین در سال ۲۰۰۳، باتلاق تا حدّی بهبود یافت اما خشک‌سالی همراه با ساخت‌وساز سد در ترکیه، سوریه و ایران مانع این روند است. از سال ۲۰۱۶ تالاب‌های میان‌رودان در فهرست میراث یونسکو ثبت شده‌است.
گاومیش‌های بسیاری در این مرداب‌ها زندگی می‌کنند و از آب آن برای خنک کردن بدن خود استفاده می‌کنند چون در این منطقه تمام فصل‌های سال (حتی تابستان) باران‌های سیل آسایی می‌بارد این منطقه دارای جنگل‌ها و نیزارهای انبوه و زمین‌های پرآب است
به طوری که قابل مقایسه با شمال ایران است.
به طوری که در تابستان که آب هوای جنوب ایران بسیار گرم و شرجی است در تالاب-جنگل‌های میان رودان به دلیل باران فراوان خنک است.
دراین تالاب‌ها جنگل‌های انبوه نخل، کنار، گز، پده وجود دارد، در گذشته تمساح، میمون، ببر، شیر، پلنگ، فیل سوری نیز در تالاب‌های میان رودان زندگی می‌کردند اما امروزه گرگ، آهو، گراز، گوزن زرد ایرانی آهو و انواع خزندگان بی مهرگان و حشرات زندگی می‌کنند.
در امروز اقوامی بومی و ابتدائی زیادی وجود دارند که در این تالاب-جنگل‌ها با شکار زندگی می گذارنند.
البته نیزار هم نوعی جنگل است.

## خشک شدن
تالاب‌های میان‌رودان در عراق و به میزان کمتری در ایران در میان سال‌های ۱۹۵۰ و ۱۹۹۰ برای پاکسازی مناطق وسیعی از تالاب‌ها در سامانه رودخانه‌ای دجله-فرات تخلیه شدند.

## نگارخانه

باتلاق بین‌النهرین، ۲۰۰۰–۲۰۰۹
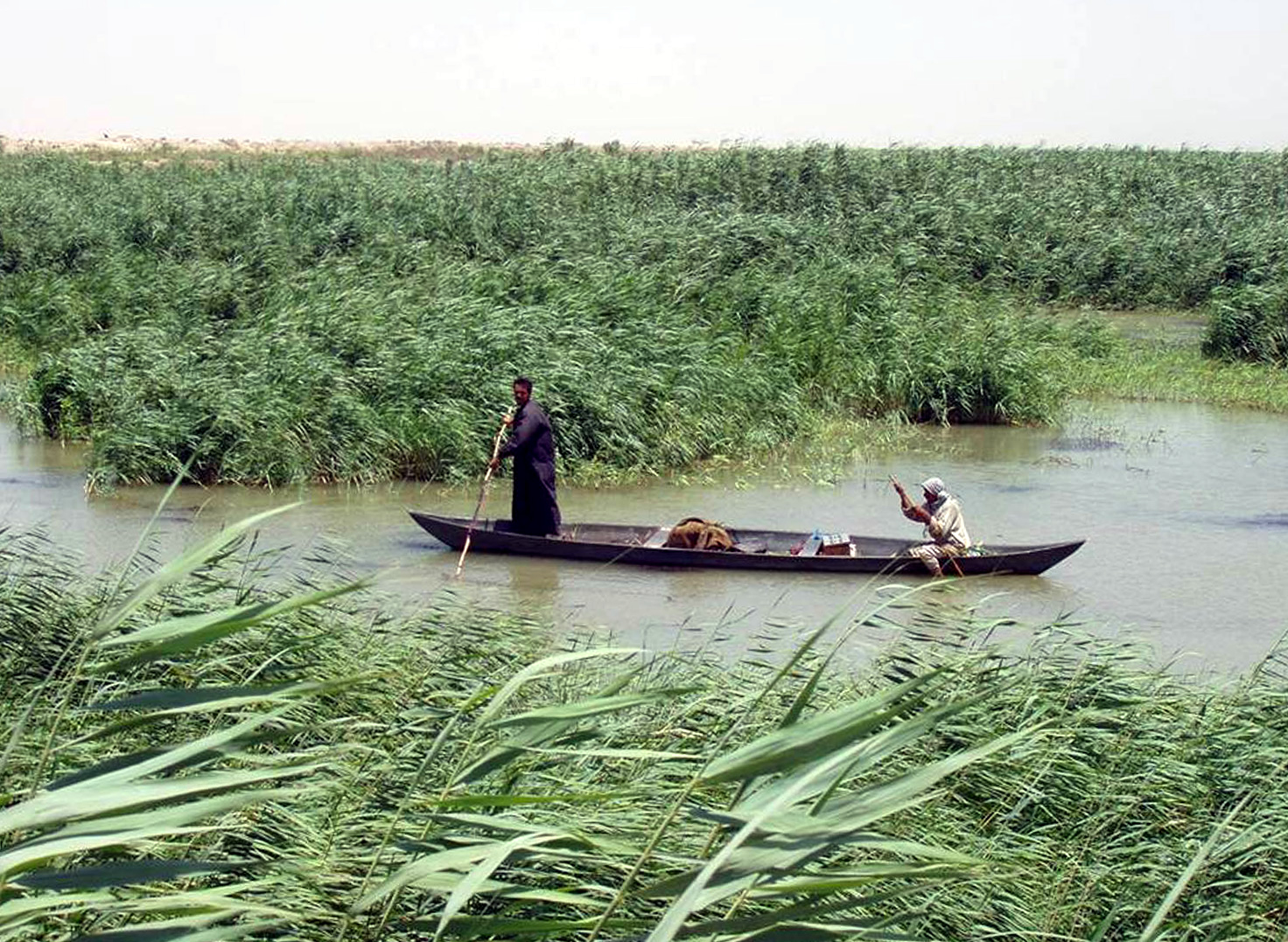
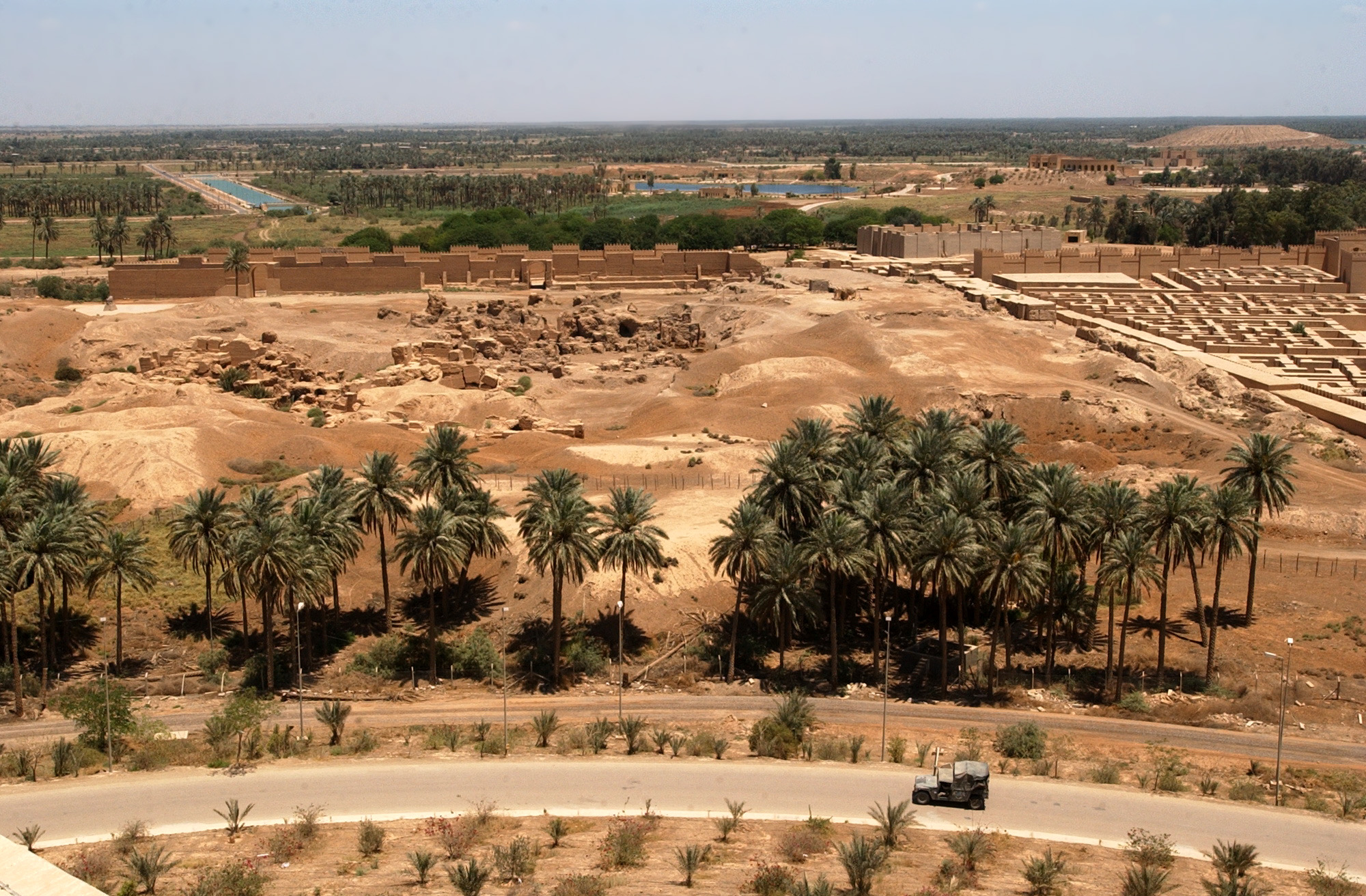
نیروی دریایی ایالات متحده 030529-N-5362A-۰۰۱ یک خودروی هاموی تفنگداران دریایی ایالات متحده در جاده ای در پای کاخ تابستانی سابق صدام حسین با ویرانه‌های بابل باستانی در پس زمینه حرکت می‌کند.